# Hyalopterus pruni
L'Afide farinoso del susino (Hyalopterus Pruni (Geoffroy)) è un insetto della famiglia delle Aphididae. Di colore verdastro, è ospite dei pruni (in particolare del susino, più raramente dell'albicocco), cui reca ingenti danni.

## Descrizione
Lo H. pruni è lungo dai 2,5 ai 3 millimetri, ed è di forma stretta e ovale; la colorazione è verde chiara, mentre gli occhi sono rossi. Esso presenta, inoltre, delle antenne lunghe la metà del corpo, una coda conica e delle cornicula.

## Ciclo vitale
Lo H. Pruni è dioico, e, nel corso del suo ciclo si sposta tra gli ospiti primari (i Prunus) e gli ospiti secondari (vari tipi di canne acquatiche).
Il ciclo segue queste fasi:
- Inverno: gli afidi rimangono allo stato di uova (di colore nero) sui Prunus[2].
- Primavera: le uova si schiudono, non appena la temperatura supera i 10 gradi, e nasce una generazione di fondatrigenie[1][2].
- Inizio estate: le fondatrigenie si spostano dal pruno all'ospite secondario[1][2][3]. Talora, in caso di estati fresche e umide[1], possono rimanere sull'ospite primario; a volte può anche succedere che gli H. pruni si spostino da un pruno all'altro, diffondendo l'infestazione[1][3].
- Autunno: le fondatrigenie tornano sui pruni per deporvi 3-4 uova ciascuna[1]; queste uova poi sverneranno, facendo ricominciare il ciclo[2][3].

## Danni
Gli esemplari di H. pruni, quando si trovano sull'ospite primario, si concentrano in colonie sulla faccia inferiore delle foglie. Qui essi secernono una cera biancastra che dà alle colonie un aspetto farinoso ed una colorazione chiara. Oltre alla cera, essi secernono, come catabolita della loro alimentazione, una grande quantità di melata.
La melata e la cera causano vari danni alle piante: comparsa di fumaggini, asfissia (dovuta all'occlusione degli stomi), atrofia dei frutti, defoliazione precoce, scarsa produzione di gemme e ustioni (a causa dell'effetto lente che la melata produce).
I germogli e le foglie colpiti dall'infestazione si deformano e si atrofizzano leggermente. Il danno è elevato, a causa dell'atrofia, della filloptosi e delle macchie di cui vengono ricoperti i frutti.
Un ulteriore danno è causato dal fatto che tale insetto è veicolo di infezioni virali, in particolare della Vaiolatura ad anello.

## Metodi di lotta
A causa della dispersione delle uova, i trattamenti invernali risultano poco efficaci. Più opportuno è l'intervento alla comparsa delle prime colonie, con fosforganici o infusi di macerato.
Esistono inoltre vari nemici naturali dello H. pruni, sia parassiti che predatori. Tra essi vi sono sia insetti (coleotteri, rincoti, neurotteri, ditteri, imenotteri e acari; tra le varie specie, Drepanepteryx phalaenoides) che funghi.